# Marble Peak
Der Marble Peak (englisch für „Marmor-Gipfel“) ist ein 6256 m hoher Berg im zentralen Karakorum in Pakistan.

## Lage
Er liegt auf der Nordwestseite des Concordiaplatzes, dem Ort, an dem sich der von Süden kommende Obere Baltorogletscher mit dem vom nördlich gelegenen K2 kommenden Godwin-Austen-Gletscher zum Baltorogletscher vereinigt. Entlang der Nordflanke des Marble Peak verläuft der Khalkhalgletscher. Der 5380 m hohe Fan-Pass trennt den Marble Peak von dem westlich gelegenen Crystal Peak (6252 m).